# Frenkie de Jong
Pour les articles homonymes, voir De Jong.
Frenkie de Jong, né le 12 mai 1997 à Gorinchem aux Pays-Bas, est un footballeur international néerlandais. Il évolue au poste de milieu de terrain au FC Barcelone et est l’actuel capitaine de l’équipe, remplaçant de ter Stegen.
Il gagne en notoriété en 2018 en Ligue des champions, dans le cœur du jeu de la nouvelle génération de l'Ajax Amsterdam. Au mercato hivernal la même année, il signe un pré-contrat (80 millions d'euros environ) au FC Barcelone. Le transfert a lieu à la fin de la saison 2018-2019.
Il n'a aucun lien de parenté avec Luuk de Jong, joueur néerlandais qu'il a côtoyé au FC Barcelone et en équipe nationale,.

## Biographie

### Jeunesse
De Jong joue au football en junior pour l'ASV Arkel, dans le village d'Gorinchem (Hollande-Méridionale), avant de rejoindre en 2005 le centre de formation du Willem II Tilburg.

### Carrière en club

#### Willem II (2015)
Frenkie de Jong joue son premier match d'Eredivisie avec le Willem II le 10 mai 2015 en remplaçant Terell Ondaan à la 68e minute face à l'ADO La Haye à domicile (victoire 1 à 0).

#### Ajax Amsterdam (2016-2019)
Lors de la saison 2015-2016 et 2016-2017, il évolue avec l'équipe jeune de l'Ajax Amsterdam (Jong Ajax), faisant de lui l'un des milieux de terrain les plus prometteurs du championnat néerlandais en duo avec Abdelhak Nouri lorsqu'il est titularisé avec l'équipe principale. 
De Jong joue son premier match avec l'équipe première le 21 septembre 2016, à l'occasion d'une rencontre de coupe des Pays-Bas face à son ancien club, Willem II. Il entre en jeu à la place de Riechedly Bazoer lors de cette rencontre remportée par l'Ajax (5-0). Il inscrit son premier but avec l'équipe première de l'Ajax le 7 mai 2017, contre Go Ahead Eagles, en championnat. Entré en jeu, il participe à la victoire de son équipe par quatre buts à zéro.
Lors de la saison 2016-2017, il participe également avec l'Ajax Amsterdam à la Ligue Europa. L'Ajax se hisse jusqu'en finale de la compétition, disputée le 24 mai 2017 contre Manchester United. Il rentre en jeu lors de cette finale, en remplaçant Jaïro Riedewald à la 82e minute de jeu et son équipe s'incline par deux buts à zéro.
De Jong joue son premier match de Ligue des champions le 19 septembre 2018, lors d'une rencontre qualificative pour la phase de groupe, contre l'AEK Athènes FC. Il est titularisé en défense centrale aux côtés de Daley Blind, et son équipe s'impose par trois buts à zéro.
Le 5 mars 2019, l'Ajax élimine le Real Madrid lors match retour des huitièmes de finale de la Ligue des champions de l'UEFA 2018-2019 (1-4), match durant lequel il réalise une performance remarquée. Le club élimine la Juventus le 16 avril suivant lors du match retour des quarts de finale de la Ligue des champions (2-1) où il brille à nouveau. L'Ajax est éliminé en demi-finales par Tottenham. Frenkie de Jong est désigné "Meilleur milieu de terrain de la LDC 2018-2019" par l'UEFA.

#### FC Barcelone (à partir de 2019)
Le 23 janvier 2019, lors du mercato d'hiver de la saison 2018-2019, il décide de signer au FC Barcelone à partir de la saison 2019-2020. Le montant de l'opération s'élève à 75 millions d'euros plus 11 millions en variables. Sa clause de départ est de 400 millions d'euros. Le joueur s'engage avec le Barça pour cinq saisons, jusqu'à la fin de l'exercice 2023-2024. Il signe pour le Barça trente ans, jour pour jour, après son compatriote et actuel sélectionneur néerlandais Ronald Koeman. Il devient le 20e joueur néerlandais de l'histoire du Barça.
Il joue son premier match sous ses nouvelles couleurs le 16 août 2019, dès la première journée de championnat contre l'Athletic Bilbao. Son équipe s'incline sur le score de un but à zéro ce jour-là. Le 14 septembre 2019, il inscrit son premier but sous les couleurs du Barça face au Valence CF lors de la quatrième journée de championnat, participant à la victoire des blaugranas (5-2).
Il obtient la onzième place au classement du Ballon d'or 2019.
Frenkie de Jong s'adapte rapidement au jeu du FC Barcelone et il est le joueur le plus utilisé par l'entraîneur Ernesto Valverde.
Le 20 octobre 2020, Frenkie de Jong prolonge son contrat avec le FC Barcelone jusqu'en juin 2026. Lors de la saison 2020-2021, il s'impose comme une pièce maitresse de l'équipe sous les ordres de son compatriote Ronald Koeman, s'illustrant notamment en marquant davantage. Il inscrit un but en finale de Coupe du Roi face à l'Athletic Bilbao. Il s'agit de la saison la plus prolifique de sa carrière, marquant 7 buts, distillant 7 passes décisives et remportant par la même occasion son premier trophée avec le club.
Sa saison 2021-2022 est moins convaincante, avec une utilisation moins importante dès l'arrivée de Xavi en qualité d'entraîneur. Le jeune Gavi, formé à la Masia lui est fréquemment préféré pour compléter l'entrejeu barcelonais en compagnie de Pedri et du capitaine Busquets.
En mai 2023, De Jong devient l'un des capitaines du FC Barcelone après le départ de Busquets.

### Carrière en sélection
Avec les moins de 18 ans, il inscrit un but contre l'Irlande du Nord en mars 2015. Trois jours plus tard, il officie comme capitaine lors d'un match contre la Bulgarie.
Avec les moins de 19 ans, il participe au championnat d'Europe des moins de 19 ans en 2015. Lors de cette compétition, il joue trois matchs, contre la Russie, l'Allemagne et l'Espagne.
Avec les espoirs, il joue son premier match le 24 mars 2017 contre la Finlande. Il est titularisé lors de ce match remporté par son équipe sur le score de deux buts à zéro. De Jong inscrit un but contre l'Andorre en novembre 2017. Il délivre également deux passes décisives, contre la Finlande et la Lettonie.
Le 6 septembre 2018, il fait ses débuts avec l'équipe des Pays-Bas, à l'occasion d'une rencontre amicale face au Pérou. Il délivre une passe décisive lors de ce match. Il joue ensuite, lors de cette même année, quatre matchs rentrant dans le cadre de la Ligue des nations, délivrant à cette occasion sa deuxième passe décisive, contre l'équipe de France.
En juin 2019, il participe avec les Pays-Bas à la phase finale de la Ligue des nations au Portugal. Frenkie de Jong et ses équipiers s'inclinent en finale face au Portugal (1-0) après avoir battu les Anglais en demi-finale (3 – 1 ap). Frenkie de Jong est élu meilleur jeune de la phase phase finale.
De Jong inscrit son premier but avec les Pays-Bas contre l'Allemagne le 6 septembre 2019, soit un an jour pour jour après sa première sélection. Son équipe s'impose ce jour-là sur le score de quatre buts à deux. Deux ans plus tard, il dispute sa première compétition internationale lors de l'Euro 2020.
Le 11 novembre 2022, il est sélectionné par Louis van Gaal pour participer à la Coupe du monde 2022. Durant le tournoi, il est l'auteur du deuxième but des néerlandais face au Qatar. 
Initialement retenu par Ronald Koeman pour disputer l'Euro 2024, Frenkie De Jong est contraint de déclarer forfait à la suite d'une blessure à la cheville.  

### Vie privée
Frenkie est en couple depuis de nombreuses années avec son amour de jeunesse Mikky Kiemeney. Ils ont accueilli leur premier enfant, Miles, le 21 novembre 2023. À l'occasion de l'anniversaire de Frenkie, Mikky annonce sur ses réseaux leur mariage en mai 2024.

## Statistiques

### En club
| Saison                | Club                  | Championnat           | Championnat | Championnat | Championnat | Coupe(s) nationale(s) | Coupe(s) nationale(s) | Coupe(s) nationale(s) | Supercoupe | Supercoupe | Supercoupe | Compétition(s) continentale(s) | Compétition(s) continentale(s) | Compétition(s) continentale(s) | Compétition(s) continentale(s) | Total | Total | Total |
| Saison                | Club                  | Division              | M.          | B.          | P.d.        | M.                    | B.                    | P.d.                  | M.         | B.         | P.d.       | Comp.                          | M.                             | B.                             | P.d.                           | M.    | B.    | P.d.  |
| 2014-2015             | Willem II             | Eredivisie            | 1           | 0           | 0           | -                     | -                     | -                     | -          | -          | -          | -                              | -                              | -                              | -                              | 1     | 0     | 0     |
| 2015-2016             | Willem II (prêt)      | Eredivisie            | 1           | 0           | 0           | 1                     | 0                     | 0                     | -          | -          | -          | -                              | -                              | -                              | -                              | 2     | 0     | 0     |
| Sous-total            | Sous-total            | Sous-total            | 2           | 0           | 0           | 1                     | 0                     | 0                     | -          | -          | -          | -                              | -                              | -                              | -                              | 3     | 0     | 0     |
| 2015-2016             | Jong Ajax             | Jupiler League        | 15          | 2           | 3           | -                     | -                     | -                     | -          | -          | -          | -                              | -                              | -                              | -                              | 15    | 2     | 3     |
| 2016-2017             | Jong Ajax             | Jupiler League        | 31          | 6           | 6           | -                     | -                     | -                     | -          | -          | -          | -                              | -                              | -                              | -                              | 31    | 6     | 6     |
| Sous-total            | Sous-total            | Sous-total            | 46          | 8           | 9           | -                     | -                     | -                     | -          | -          | -          | -                              | -                              | -                              | -                              | 46    | 8     | 9     |
| 2016-2017             | Ajax Amsterdam        | Eredivisie            | 4           | 1           | 0           | 3                     | 0                     | 0                     | -          | -          | -          | C3                             | 4                              | 0                              | 0                              | 11    | 1     | 0     |
| 2017-2018             | Ajax Amsterdam        | Eredivisie            | 22          | 0           | 7           | 2                     | 1                     | 1                     | -          | -          | -          | C1                             | 2                              | 0                              | 0                              | 26    | 1     | 8     |
| 2018-2019             | Ajax Amsterdam        | Eredivisie            | 31          | 3           | 3           | 4                     | 0                     | 0                     | -          | -          | -          | C1                             | 17                             | 0                              | 0                              | 52    | 3     | 3     |
| Sous-total            | Sous-total            | Sous-total            | 57          | 4           | 10          | 9                     | 1                     | 1                     | -          | -          | -          | -                              | 23                             | 0                              | 0                              | 89    | 5     | 11    |
| 2019-2020             | FC Barcelone          | Liga                  | 29          | 2           | 2           | 3                     | 0                     | 1                     | 1          | 0          | 0          | C1                             | 9                              | 0                              | 0                              | 42    | 2     | 3     |
| 2020-2021             | FC Barcelone          | Liga                  | 37          | 3           | 4           | 5                     | 3                     | 2                     | 2          | 1          | 0          | C1                             | 7                              | 0                              | 1                              | 51    | 7     | 7     |
| 2021-2022             | FC Barcelone          | Liga                  | 32          | 3           | 3           | 2                     | 0                     | 0                     | 1          | 0          | 0          | C1+C3                          | 6+6                            | 0+1                            | 0+2                            | 47    | 4     | 5     |
| 2022-2023             | FC Barcelone          | Liga                  | 33          | 2           | 4           | 2                     | 0                     | 0                     | 2          | 0          | 0          | C1+C3                          | 4+2                            | 0                              | 0                              | 43    | 2     | 4     |
| 2023-2024             | FC Barcelone          | Liga                  | 20          | 2           | 0           | 3                     | 0                     | 0                     | 2          | 0          | 0          | C1                             | 5                              | 0                              | 0                              | 30    | 2     | 0     |
| 2024-2025             | FC Barcelone          | Liga                  | 26          | 2           | 2           | 6                     | 0                     | 0                     | 1          | 0          | 0          | C1                             | 13                             | 0                              | 0                              | 46    | 2     | 2     |
| 2025-2026             | FC Barcelone          | Liga                  | 1           | 0           | 0           | 0                     | 0                     | 0                     | 0          | 0          | 0          | C1                             | 0                              | 0                              | 0                              | 1     | 0     | 0     |
| Sous-total            | Sous-total            | Sous-total            | 178         | 14          | 15          | 21                    | 3                     | 3                     | 9          | 1          | 0          | -                              | 52                             | 1                              | 3                              | 260   | 19    | 21    |
| Total sur la carrière | Total sur la carrière | Total sur la carrière | 283         | 26          | 34          | 31                    | 4                     | 4                     | 9          | 1          | 0          | -                              | 75                             | 1                              | 3                              | 398   | 32    | 41    |

### En sélection nationale
| Saison                | Sélection             | Phases finales                                   | Phases finales | Phases finales | Phases finales | Éliminatoires CDM | Éliminatoires CDM | Éliminatoires CDM | Éliminatoires EURO | Éliminatoires EURO | Éliminatoires EURO | Ligue Nations UEFA | Ligue Nations UEFA | Ligue Nations UEFA | Matchs amicaux | Matchs amicaux | Matchs amicaux | Total | Total | Total |
| Saison                | Sélection             | Compétition                                      | M              | B              | Pd             | M                 | B                 | Pd                | M                  | B                  | Pd                 | M                  | B                  | Pd                 | M              | B              | Pd             | M     | B     | Pd    |
| --------------------- | --------------------- | ------------------------------------------------ | -------------- | -------------- | -------------- | ----------------- | ----------------- | ----------------- | ------------------ | ------------------ | ------------------ | ------------------ | ------------------ | ------------------ | -------------- | -------------- | -------------- | ----- | ----- | ----- |
| 2018-2019             | Pays-Bas              | Nations League Finals 2019                       | 2              | 0              | 0              | -                 | -                 | -                 | 2                  | 0                  | 0                  | 4                  | 0                  | 0                  | 1              | 0              | 1              | 9     | 0     | 1     |
| 2019-2020             | Pays-Bas              | -                                                | -              | -              | -              | -                 | -                 | -                 | 6                  | 1                  | 1                  | -                  | -                  | -                  | -              | -              | -              | 6     | 1     | 1     |
| 2020-2021             | Pays-Bas              | Euro 2020                                        | 4              | 0              | 0              | 3                 | 0                 | 0                 | -                  | -                  | -                  | 6                  | 0                  | 0                  | 3              | 0              | 0              | 16    | 0     | 0     |
| 2021-2022             | Pays-Bas              | -                                                | -              | -              | -              | 7                 | 0                 | 0                 | -                  | -                  | -                  | 4                  | 0                  | 1                  | 2              | 0              | 1              | 13    | 0     | 2     |
| 2022-2023             | Pays-Bas              | Coupe du monde 2022 + Nations League Finals 2023 | 5+2            | 1+0            | 1+0            | -                 | -                 | -                 | -                  | -                  | -                  | 1                  | 0                  | 0                  | -              | -              | -              | 8     | 1     | 1     |
| 2023-2024             | Pays-Bas              | -                                                | -              | -              | -              | -                 | -                 | -                 | 2                  | 0                  | 0                  | -                  | -                  | -                  | -              | -              | -              | 2     | 0     | 0     |
| 2024-2025             | Pays-Bas              | -                                                | -              | -              | -              | -                 | -                 | -                 | -                  | -                  | -                  | 3                  | 0                  | 0                  | -              | -              | -              | 3     | 0     | 0     |
| Total sur la carrière | Total sur la carrière | Total sur la carrière                            | 13             | 1              | 1              | 10                | 0                 | 0                 | 10                 | 1                  | 1                  | 18                 | 0                  | 1                  | 6              | 0              | 2              | 57    | 2     | 5     |

### Buts internationaux
| 0 | Date             | Lieu                                  | Adversaire | Score | Résultat | Compétition             |
| - | ---------------- | ------------------------------------- | ---------- | ----- | -------- | ----------------------- |
| 1 | 6 septembre 2019 | Volksparkstadion, Hambourg, Allemagne | Allemagne  | 1-1   | 2-4      | Éliminatoires Euro 2020 |
| 2 | 29 novembre 2022 | Stade Al-Bayt, Al-Khor, Qatar         | Qatar      | 0-2   | 0-2      | Coupe du monde 2022     |

## Palmarès

### En club
| Ajax Amsterdam (2) : | FC Barcelone (6) : |
| --- | --- |
| - Eredivisie (1) - Champion : 2019 - Vice-champion : 2017 et 2018 - Coupe des Pays-Bas (1) - Vainqueur : 2019 - Ligue Europa - Finaliste : 2017 | - La Liga (2) - Champion : 2023 et 2025 - Vice-champion : 2020, 2022 et 2024. - Coupe d'Espagne (2) - Vainqueur : 2021 et 2025 - Supercoupe d'Espagne (2) - Vainqueur : 2023 et 2025 - Finaliste : 2021 et 2024 |
| | |

### En sélection
| Équipe des Pays-Bas :                            |
| ------------------------------------------------ |
| - Ligue des nations de l'UEFA - Finaliste : 2019 |

### Distinctions personnelles
- Meilleur jeune de la phase finale de la Ligue des nations en 2019
- Élu Meilleur milieu de terrain de l'année UEFA en 2019
- Nommé dans l'équipe type de la FIFA FIFPro World11 en 2019
- Nommé dans l'équipe type de l'année UEFA en 2019